# Kasseistrook van Hem
De kasseistrook van Hem (Frans: Secteur pavé de Hem) is een kasseistrook uit de wielerwedstrijd Parijs-Roubaix, gelegen in de Franse gemeenten Willems, Sailly-lez-Lannoy en Hem.
De strook is in totaal 1400 meter lang. Ze bevindt zich in de finale van de wedstrijd en is als 1-sterrenstrook een relatief gemakkelijke strook. Deze lage moeilijkheidsgraad is vooral toe te schrijven aan de aanwezigheid van twee stroken asfalt aan de zijkanten van de kasseistrook.
De strook begint op de Rue d'Hem (D64) in het gehucht Robigeux in de gemeente Willems. Ze volgt deze weg over een bochtig tracé in noordwestelijke richting, loopt over het grondgebied van de gemeente Sailly-lez-Lannoy om daarna de grens van Sailly met Hem te vormen en daar te eindigen aan de Rue du Calvaire Déviée.

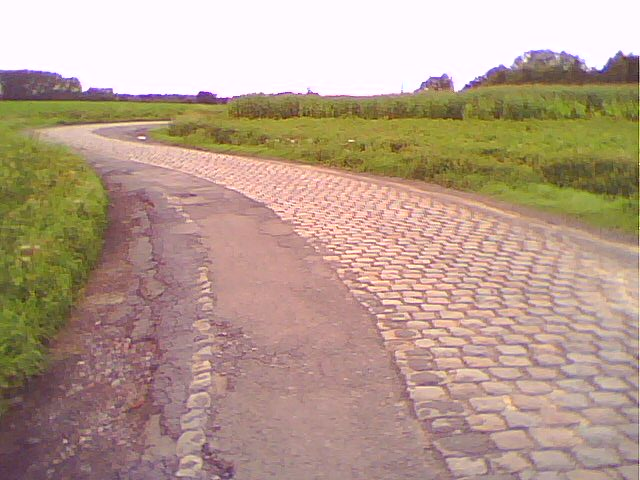
Kasseistrook in Sailly-lez-Lannoy
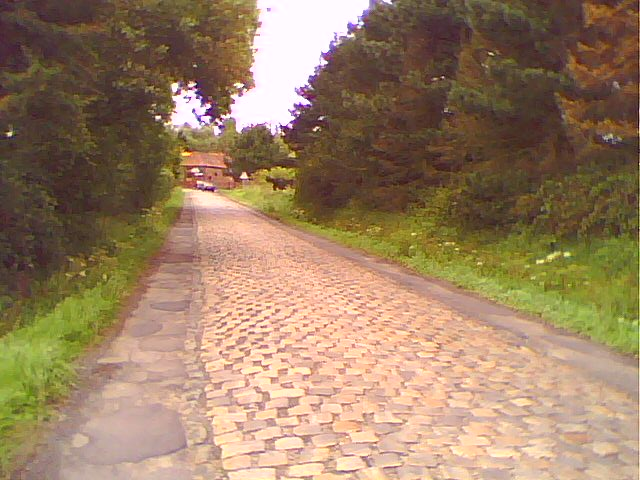
Einde van de strook

27: Troisvilles à Inchy · 
26: Viesly à Quiévy · 
25: Quiévy à Saint-Python · 
24: Saint-Python · 
23: Vertain à Saint-Martin-sur-Écaillon · 
22: Capelle-sur-Écaillon à Ruesnes · 
21: Aulnoy-lez-Valenciennes - Famars · 
20: Famars à Quérénaing · 
19: Quérénaing à Maing · 
18: Maing à Monchaux-sur-Écaillon · 
17: Haveluy à Wallers · 
16: Bos van Wallers-Arenberg · 
15: Millonfosse à Bousignies · 
14: Brillon à Tilloy-lez-Marchiennes · 
14: Tilloy à Sars-et-Rosières · 
13: Beuvry-la-Forêt à Orchies · 
12: Orchies · 
11: Auchy-lez-Orchies à Bersée · 
11: Mons-en-Pévèle · 
10: Mérignies à Avelin · 
9: Pont-Thibaut à Ennevelin · 
8: Templeuve - L'Épinette · 
8: Templeuve – Moulin-de-Vertain · 
7: Cysoing à Bourghelles · 
6: Bourghelles à Wannehain · 
5: Camphin-en-Pévèle · 
4: Carrefour de l'Arbre · 
3: Gruson · 
2: Willems à Hem · 
1: Roubaix